# Isla del Sauce
Die Isla del Sauce ist eine Flussinsel im Río Paraguay im bolivianischen Pantanal im Dreiländereck mit Paraguay und Brasilien. Die Insel gehört zur Provinz Germán Busch im Departamento Santa Cruz.
Die Insel liegt 23 Kilometer südlich von Puerto Busch und 150 Meter südlich des bolivianischen Festlandes. Sie hat bei einer Länge von bis zu 2,9 Kilometern und einer Breite von 760 Metern eine Oberfläche von 1,45 km². Sie erhebt sich bis zu drei Meter über das Niveau des Flusses auf bis zu 81 m Seehöhe.